# Болотники (Тверская область)
Болотники  — деревня в Ржевском муниципальном округе Тверской области.

## География
Находится в южной части Тверской области на расстоянии приблизительно 45 км по прямой на северо-запад от города Ржев.

## История
Деревня была отмечена еще на карте 1825 года. В 1859 году здесь (скотный двор Ржевского уезда Тверской губернии) был учтён 1 двор, в 1939—9. Входила до 2013 года в состав сельского поселения «Шолохово», а с 2013 до 2022 года в состав сельского поселения «Итомля» до его упразднения.

## Население
Численность населения: 4 человека (1859 год), 3 (русские 100 %) в 2002 году, 1 в 2010.